# Gramont (Tarn-et-Garonne)
Gramont é uma comuna francesa na região administrativa da Occitânia, no departamento de Tarn-et-Garonne. Estende-se por uma área de 13.58 km², e possui 137 habitantes, segundo o censo de 2018, com uma densidade de 10 hab/km².